# Ilse Steinegger
Ilse Steinegger, född 8 augusti 1925, död 19 oktober 2023, var en friidrottare från Österrike. Hon deltog vid olympiska sommarspelen 1948.